# Кызкеткен
Кызкеткен (каз. Қызкеткен) — село в Карасуском районе Костанайской области Казахстана. Входит в состав Ильичёвского сельского округа. Код КАТО — 395247300.

## Население
В 1999 году население села составляло 87 человек (48 мужчин и 39 женщин). По данным переписи 2009 года, в селе проживало 158 человек (78 мужчин и 80 женщин).